# Filimoni Vosarogo
Filimoni Vosarogo est un homme politique fidjien.

## Biographie
Avocat de profession, il est établi à Suva. Il est notamment en 2019 l'avocat de Felix Anthony, le secrétaire général du Congrès des syndicats des Fidji, lorsque celui-ci est arrêté pour avoir mené une manifestation interdite protestant contre des pertes d'emploi dans l'entreprise publique de gestion de l'eau. Filimoni Vosarogo est par ailleurs président de la fédération fidjienne de rugby à XIII dans les années 2010. 
Pour les élections législatives fidjiennes de 2014, il co-fonde et préside le Parti des Fidji unies ; le parti ne remporte aucun siège. Il adhère ensuite au Sodelpa, parti de droite ethno-nationaliste autochtone et conservatrice chrétienne. Il brigue sans succès la direction du parti fin 2020, mais devient l'adjoint du chef du parti, Viliame Gavoka. Fin 2021, il démissionne de cette fonction et adhère au parti de centre-droit attrape-tout l'Alliance populaire.
C'est avec cette étiquette qu'il est élu député au Parlement des Fidji lors des élections de 2022,. Le nouveau Premier ministre Sitiveni Rabuka, chef de l'Alliance populaire, le nomme ministre des Terres et des Ressources minières.